# Sukarrieta
Sukarrieta (spanisch Pedernales) ist eine Gemeinde (Municipio) in der spanischen Provinz Bizkaia der Autonomen Gemeinschaft Baskenland in der Comarca Busturialdea (Duranguesado). Sukarrieta hat 353 Einwohner (Stand: 2024), die mehrheitlich baskischsprachig sind, und besteht aus den Ortschaften Sukarrieta, Kanala, San Antonio, Munitiz und San Pedro. 

## Lage
Sukarrieta liegt etwa 26 Kilometer ostnordöstlich von Bilbao in einer Höhe von ca. 30 m nahe der Atlantikküste.  

## Einwohnerentwicklung
| Jahr      | 1970 | 1981 | 1991 | 2001 | 2011 | 2021 |
| Einwohner | 222  | 265  | 280  | 317  | 354  | 347  |

## Sehenswürdigkeiten
- Magdalenenkirche

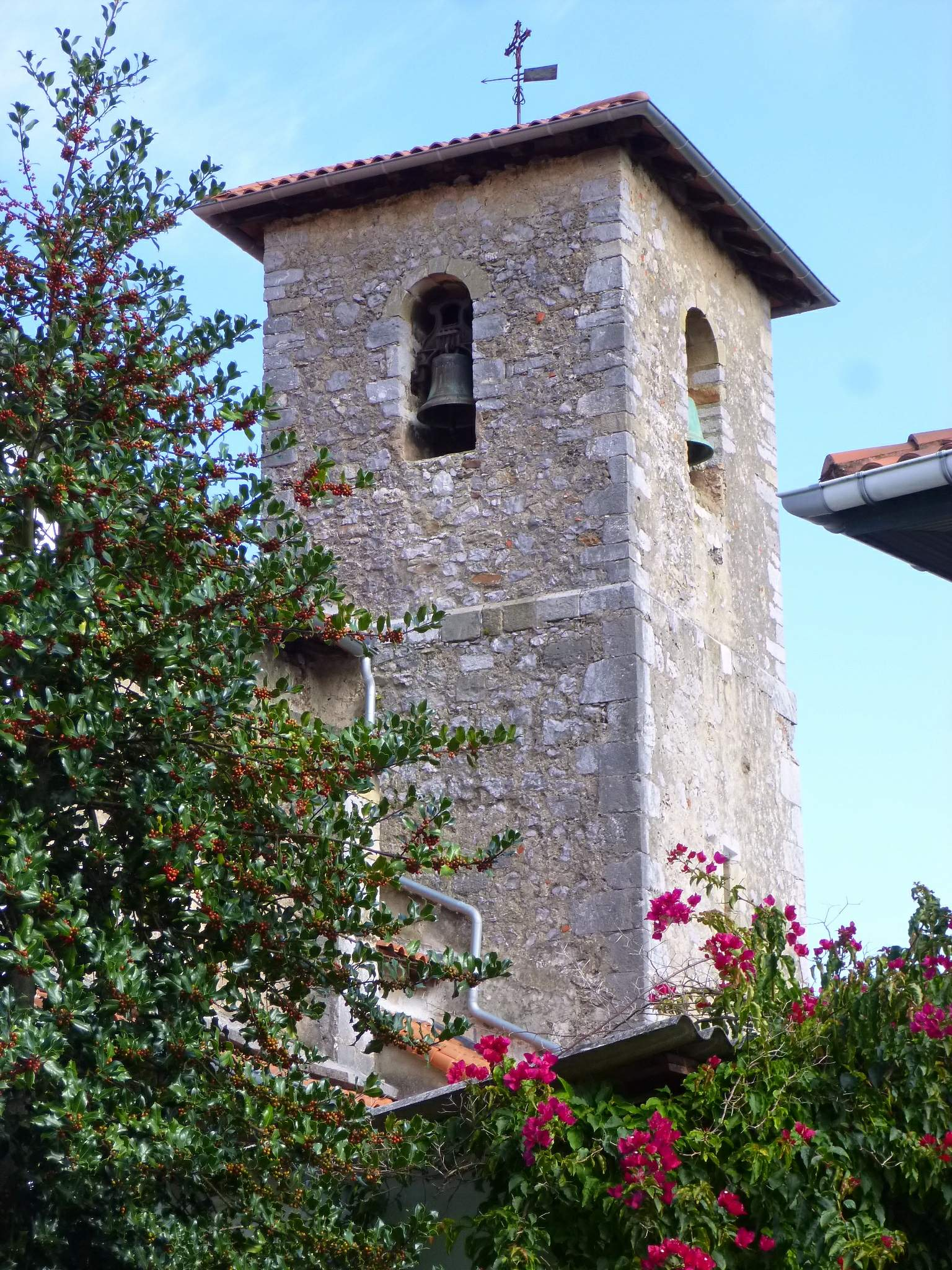
Andreaskirche
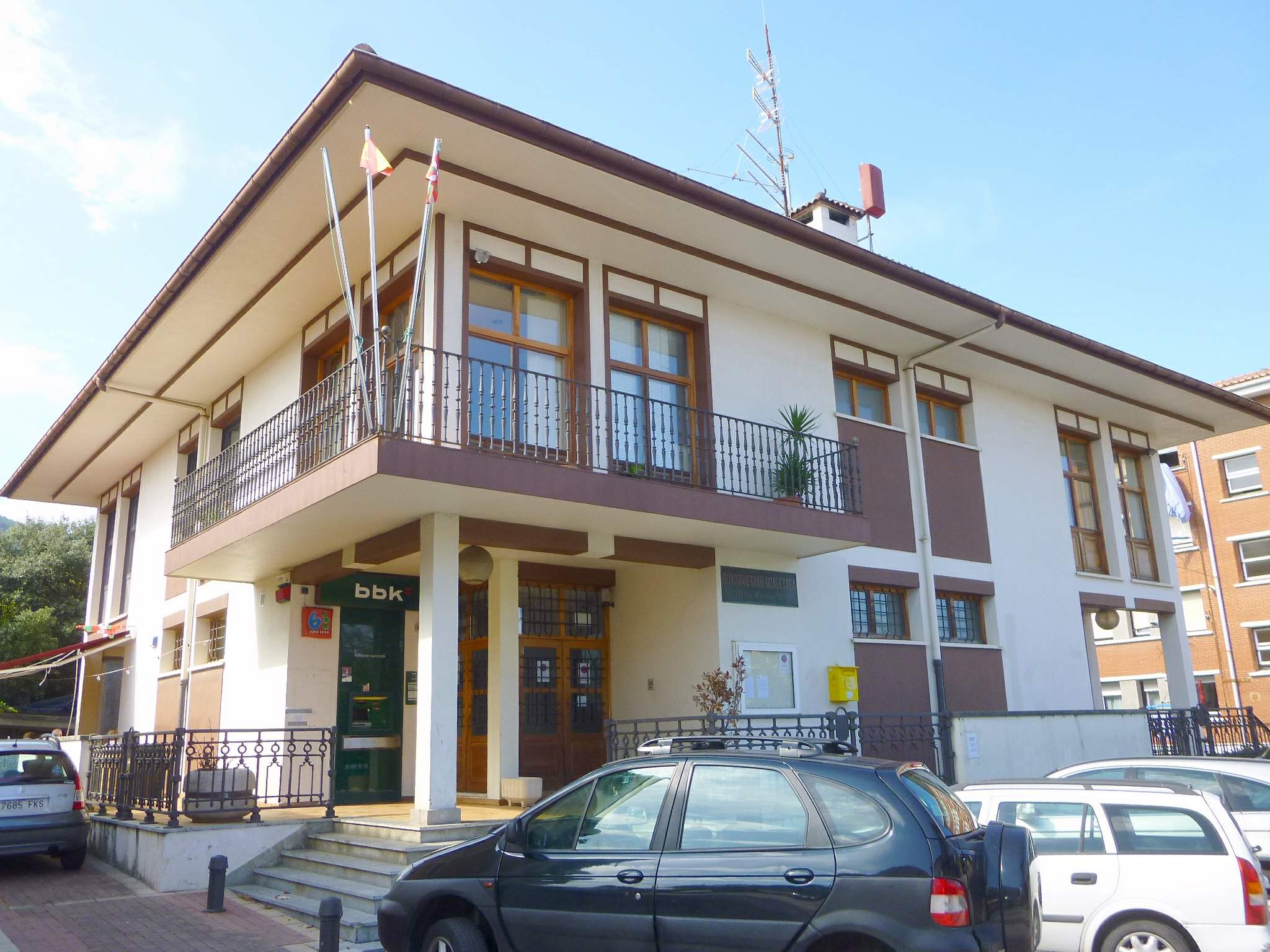
Rathaus